# ベックリー (ウェストバージニア州)
ベックリー（英: Beckley）は、アメリカ合衆国ウェストバージニア州南部の都市。ローリー郡の郡庁所在地である。人口は1万7286人（2020年）。
1838年4月4日に設立された。ベックリーの名前はアメリカ合衆国下院の初代事務官であり、連邦議会図書館の初代司書だったジョン・ジェイムズ・ベックリーにちなんで名付けられた。その息子アルフレッド・ベックリーはワシントンD.C.で生まれ、アメリカ陸軍の将軍、アメリカ連合国民兵隊指揮官であり、ベックリーの町を設立した。

## 歴史
ベックリーは1838年に設立されたが、当時は紙の上のみで存在していた。アルフレッド・ベックリーは、「紙の町をしばしば冷やかし、笑っていた」と言っていた。その歴史の初期で、町はベックリービルあるいはローリーコートハウスと呼ばれていた。1850年、（ローリー）郡を創設する法で、ベックリービルの町を郡庁所在地にした。町は「煙の無い石炭の首都」と呼ばれたこともあった。また「チャンピオンの都市」とか、「南部ウェストバージニア州への入口」とも呼ばれた。ベックリーはアメリカ合衆国初の「町のアンテナ」テレビ放送システムができ。それがケーブルテレビの前身となった。
1960年民主党予備選挙のとき、競い合っていたジョン・F・ケネディとヒューバート・H・ハンフリーの自動車が同時にベックリーの街角で停まった。2人は互いを認め合って車を降り、短時間談笑した。

## 地理
ベックリー市は北緯37度46分47秒 西経81度10分59秒 / 北緯37.779764度 西経81.183193度 (37.779764, −81.183193)に位置している。
アメリカ合衆国国勢調査局に拠れば、市域全面積は9.50平方マイル (24.60 km2)であり、このうち陸地9.49平方マイル (24.58 km2)、水域は0.01平方マイル (0.03 km2)で水域率は0.12%である。

## 気候
ベックリーは比較的標高が高い故に、西岸海洋性気候（ケッペンの気候区分Cfb）あるいは湿潤大陸性気候（同Dfb）に分類される。また農務省の植物耐寒性区分では6Bと7Aの境目にある。夏は暖かく湿気ており、通常州内の低地よりも数度涼しい。日中の気温が90°F (32 ℃) を超えるのは年間数日に過ぎない。冬は概して寒く時として雪が降る。暖かい時期もあれば、夜に10°F (-12 ℃) 以下になることもある。気温は１月の31.1°F (-0.5 ℃) から7月の86.4°F (30.2 ℃) まで変化する。降雪量は年によって変化するが、1シーズン平均は61.4インチ (156 cm) であり、12月から3月に降るのが通常だが、11月に2ないし3インチ (5–8 cm) 降ることもある。
| ベックリー（ローリー郡空港、1981年-2010年平均）の気候 | ベックリー（ローリー郡空港、1981年-2010年平均）の気候 | ベックリー（ローリー郡空港、1981年-2010年平均）の気候 | ベックリー（ローリー郡空港、1981年-2010年平均）の気候 | ベックリー（ローリー郡空港、1981年-2010年平均）の気候 | ベックリー（ローリー郡空港、1981年-2010年平均）の気候 | ベックリー（ローリー郡空港、1981年-2010年平均）の気候 | ベックリー（ローリー郡空港、1981年-2010年平均）の気候 | ベックリー（ローリー郡空港、1981年-2010年平均）の気候 | ベックリー（ローリー郡空港、1981年-2010年平均）の気候 | ベックリー（ローリー郡空港、1981年-2010年平均）の気候 | ベックリー（ローリー郡空港、1981年-2010年平均）の気候 | ベックリー（ローリー郡空港、1981年-2010年平均）の気候 | ベックリー（ローリー郡空港、1981年-2010年平均）の気候 |
| 月                                                    | 1月                                                   | 2月                                                   | 3月                                                   | 4月                                                   | 5月                                                   | 6月                                                   | 7月                                                   | 8月                                                   | 9月                                                   | 10月                                                  | 11月                                                  | 12月                                                  | 年                                                    |
| ----------------------------------------------------- | ----------------------------------------------------- | ----------------------------------------------------- | ----------------------------------------------------- | ----------------------------------------------------- | ----------------------------------------------------- | ----------------------------------------------------- | ----------------------------------------------------- | ----------------------------------------------------- | ----------------------------------------------------- | ----------------------------------------------------- | ----------------------------------------------------- | ----------------------------------------------------- | ----------------------------------------------------- |
| 最高気温記録 °F （°C）                                | 74 (23)                                               | 75 (24)                                               | 83 (28)                                               | 87 (31)                                               | 92 (33)                                               | 100 (38)                                              | 103 (39)                                              | 103 (39)                                              | 97 (36)                                               | 88 (31)                                               | 80 (27)                                               | 75 (24)                                               | 103 (39)                                              |
| 平均最高気温 °F （°C）                                | 39.4 (4.1)                                            | 43.1 (6.2)                                            | 51.8 (11)                                             | 62.8 (17.1)                                           | 70.2 (21.2)                                           | 77.0 (25)                                             | 79.8 (26.6)                                           | 79.2 (26.2)                                           | 72.9 (22.7)                                           | 63.3 (17.4)                                           | 53.0 (11.7)                                           | 42.3 (5.7)                                            | 61.3 (16.3)                                           |
| 平均最低気温 °F （°C）                                | 22.8 (−5.1)                                           | 25.7 (−3.5)                                           | 32.3 (0.2)                                            | 41.4 (5.2)                                            | 49.4 (9.7)                                            | 57.8 (14.3)                                           | 61.4 (16.3)                                           | 60.3 (15.7)                                           | 53.4 (11.9)                                           | 43.1 (6.2)                                            | 34.8 (1.6)                                            | 26.2 (−3.2)                                           | 42.5 (5.8)                                            |
| 最低気温記録 °F （°C）                                | −22 (−30)                                             | −20 (−29)                                             | −7 (−22)                                              | 8 (−13)                                               | 21 (−6)                                               | 32 (0)                                                | 38 (3)                                                | 33 (1)                                                | 22 (−6)                                               | 9 (−13)                                               | −1 (−18)                                              | −20 (−29)                                             | −22 (−30)                                             |
| 降水量 inch （mm）                                    | 2.81 (71.4)                                           | 2.76 (70.1)                                           | 3.57 (90.7)                                           | 3.36 (85.3)                                           | 4.66 (118.4)                                          | 4.00 (101.6)                                          | 5.03 (127.8)                                          | 3.47 (88.1)                                           | 3.01 (76.5)                                           | 2.57 (65.3)                                           | 2.95 (74.9)                                           | 3.00 (76.2)                                           | 41.19 (1,046.3)                                       |
| 降雪量 inch （cm）                                    | 18.3 (46.5)                                           | 16.4 (41.7)                                           | 7.9 (20.1)                                            | 2.9 (7.4)                                             | 0.1 (0.3)                                             | 0 (0)                                                 | 0 (0)                                                 | 0 (0)                                                 | 0 (0)                                                 | 0.4 (1)                                               | 2.6 (6.6)                                             | 12.9 (32.8)                                           | 61.4 (156)                                            |
| 平均降水日数 （≥0.01 in）                             | 15.1                                                  | 13.9                                                  | 15.6                                                  | 14.2                                                  | 14.7                                                  | 13.2                                                  | 13.1                                                  | 10.7                                                  | 9.6                                                   | 10.1                                                  | 12.2                                                  | 14.9                                                  | 157.1                                                 |
| 平均降雪日数 （≥0.1 in）                              | 10.1                                                  | 8.4                                                   | 5.2                                                   | 2.5                                                   | 0                                                     | 0                                                     | 0                                                     | 0                                                     | 0                                                     | 0.3                                                   | 3.0                                                   | 7.7                                                   | 37.2                                                  |
| 出典：NOAA (extremes 1896–present)                    |                                                       |                                                       |                                                       |                                                       |                                                       |                                                       |                                                       |                                                       |                                                       |                                                       |                                                       |                                                       |                                                       |

## 人口動態

### 2010年国勢調査
以下は2010年国勢調査による人口統計データである。
| 基礎データ - 人口: 17,614 人 - 世帯数: 7,800 世帯 - 家族数: 4,414 家族 - 人口密度: 716.6人/km2（1,856.1人/mi2） - 住居数: 8,839 軒 - 住居密度: 359.6軒/km2（931.4 軒/mi2） 人種別人口構成 - 白人: 72.3% - アフリカン・アメリカン: 21.2% - ネイティブ・アメリカン: 0.3% - アジア人: 2.4% - その他の人種: 0.5% - 混血: 3.2% - ヒスパニック・ラテン系: 1.5% | 年齢別人口構成 - 18歳未満: 20.2% - 18-24歳: 9.5% - 25-44歳: 23.9% - 45-64歳: 28.5% - 65歳以上: 17.9% - 年齢の中央値: 42歳 - 性比（女性100人あたり男性の人口） - 総人口: 87.3 世帯と家族（対世帯数） - 18歳未満の子供がいる: 25.6% - 結婚・同居している夫婦: 36.8% - 未婚・離婚・死別女性が世帯主: 15.5% - 非家族世帯: 43.4% - 単身世帯: 37.5% - 65歳以上の老人1人暮らし: 15.4% - 平均構成人数 - 世帯: 2.17人 - 家族: 2.85人 |

### 2000年国勢調査
以下は2000年国勢調査による人口統計データである。
| 基礎データ - 人口: 17,254 人 - 世帯数: 7,651 世帯 - 家族数: 4,590 家族 - 人口密度: 724.1人/km2（1,874.9 人/mi2） - 住居数: 8,731 軒 - 住居密度: 366.4軒/km2（948.8 軒/mi2） 人種別人口構成 - 白人: 73.64% - アフリカン・アメリカン: 22.89% - ネイティブ・アメリカン: 0.14% - アジア人: 1.89% - 太平洋諸島系: 0.02% - その他の人種: 0.21% - 混血: 1.22% - ヒスパニック・ラテン系: 0.74% | 年齢別人口構成 - 18歳未満: 21.8% - 18-24歳: 8.3% - 25-44歳: 25.3% - 45-64歳: 24.4% - 65歳以上: 20.2% - 年齢の中央値: 42歳 - 性比（女性100人あたり男性の人口） - 総人口: 82.0 - 18歳以上: 77.1 世帯と家族（対世帯数） - 18歳未満の子供がいる: 25.1% - 結婚・同居している夫婦: 40.9% - 未婚・離婚・死別女性が世帯主: 16.2% - 非家族世帯: 40.0% - 単身世帯: 35.6% - 65歳以上の老人1人暮らし: 16.5% - 平均構成人数 - 世帯: 2.18人 - 家族: 2.83人 | 収入と家計 - 収入の中央値 - 世帯: 28,122米ドル - 家族: 38,110米ドル - 性別 - 男性: 35,780米ドル - 女性: 23,239米ドル - 人口1人あたり収入: 18,912米ドル - 貧困線以下 - 対人口: 20.9% - 対家族数: 16.4% - 18歳未満: 33.9% - 65歳以上: 9.5% |

## 教育
ベックリー市には大学が2つある。チャールストン大学ベックリー校とコンコード大学分校である。他にニューリーバー・コミュニティ・アンド技術カレッジもある。非営利、無宗派のアパラチアン・バイブル・カレッジが市域のすぐ外、ブラッドリーの中にある。

## 交通
ベックリー氏は南ウェストバージニア州州民10万人以上にとって地域のハブになっている。ウェストバージニア州では人口で第8位の都市であり、第7位は北部のフェアモント市、第9位は東部のマーティンズバーグ市である。

### 高規格道路
| - 州間高速道路64号線 - 州間高速道路77号線 - アメリカ国道19号線 - ウェストバージニア州道3号線 - ウェストバージニア州道10号線 - ウェストバージニア州道16号線 - ウェストバージニア州道210号線 |

### 鉄道

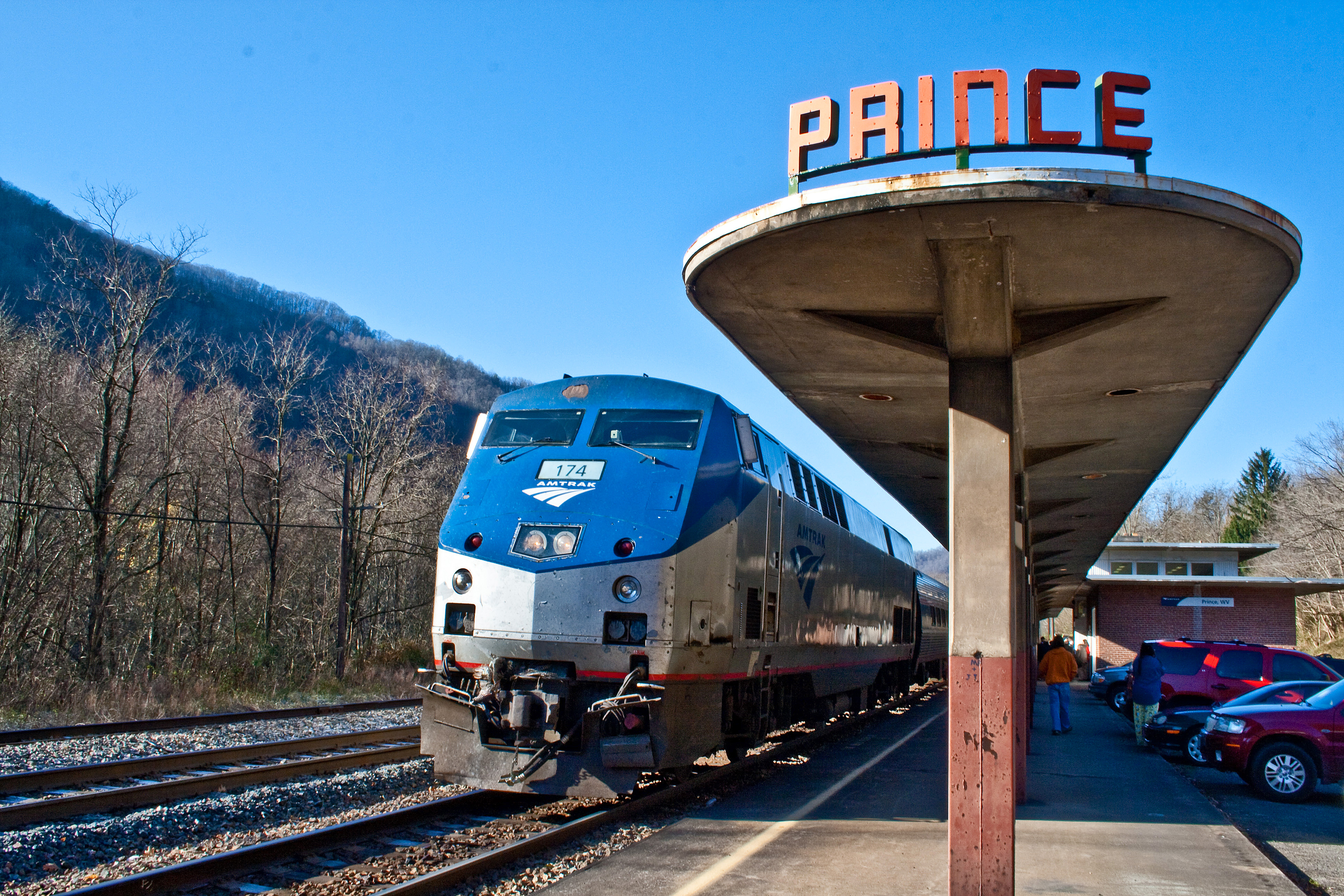
アムトラックの旅客列車「カーディナル号」、プリンス駅で

アムトラックがニューヨーク市ペンシルベニア駅とシカゴ市ユニオン駅の間で、週3往復、長距離旅客列車の「カーディナル号」を走らせており、ベックリーではプリンス駅に停車する。この列車が途中で停まる主な駅は、フィラデルフィア、ワシントンD.C.、シャーロッツビル（バージニア州）、チャールストン、シンシナティ、インディアナポリスである。

### 空港
ベックリーの近郷で唯一の空港がベックリー・ローリー郡記念空港である。この空港から ViaAir でシャーロット（ノースカロライナ州）に商業便が運航されている。

## 観光地
ベックリーの観光地としては、ベックリー展示用炭坑とタマラックがある。展示用炭坑は保存されている炭坑であり、毎日ツアーがあり、アパラチア山脈での石炭採掘の歴史について授業もある。タマラックはアパラチア山脈の美術と工芸品を展示する場所であり、1996年に1,000万ドルを掛けて建設され、元州知事のガストン・ケイパートンが除幕した。

## 著名な出身者
- リトル・ジミー・ディケンズ、カントリー・ミュージック歌手、カントリー・ミュージック殿堂博物館殿堂入り
- クリス・サランドン、俳優
- モーガン・スパーロック、映画監督、脚本家
- ビル・ウィザース、シンガーソングライター